# Johannes Strangas
Johannes Strangas (* 1947) ist ein deutsch-griechischer Rechtswissenschaftler und Philosoph.

## Leben
Nach der Promotion 1975 zum Dr. iur. in Hamburg und der Habilitation 1982 ebenda lehrte er dort Rechtsphilosophie. Es folgten Professuren an der Universität Thrazien und schließlich ab 1988 an der Panteion-Universität Athen. Seit 1972 ist er auch als Rechtsanwalt zugelassen.

## Schriften (Auswahl)
- Die Billigkeit und ihr Standort im Rechtssystem. Sakkoulas, Athen 1976, OCLC 263643639.
- Die verweisenden Rechtssätze in der juristischen Methodenlehre. Ein Beitrag zur Erforschung des Begriffs der Rechtsnorm. Sakkoulas, Athen 1978, OCLC 832821196.
- Über das Verhältnis von Rechtsphilosophie und Rechtswissenschaft (=Rechtsphilosophische und rechtshistorische Studien, Bd. 1). Winter, Heidelberg 1986, ISBN 3-533-03712-6.
- Kritik der kantischen Rechtsphilosophie. Ein Beitrag zur Herstellung der Einheit der praktischen Philosophie (=Rechtsphilosophische und rechtshistorische Studien, Bd. 4). Böhlau, Köln 1988, ISBN 3-412-05087-3.